# Mursa gracilis
Mursa gracilis är en fjärilsart som beskrevs av Heinrich Benno Möschler 1890. Mursa gracilis ingår i släktet Mursa och familjen nattflyn. Inga underarter finns listade i Catalogue of Life.